# ち
ち en hiragana o チ en katakana es un kana japonés que representa una mora. Se translitera chi, y es pronunciada asíⓘ
El katakana no se deben confundir con el kanji para 1000 (千), que es similar, pero tiene una pronunciación y significado completamente distinto.
Esta sílaba presenta Yoon dja, dju y djo. También lleva acento dakuten ぢ en hiragana y ヂ en katakana, suena dji. Aunque hoy en día su uso escasea mucho.
Djagi, un villano del anime y manga Hokuto no Ken presenta esta sílaba en su nombre. Un claro ejemplo de que aún sigue usándose.

## Escritura hiragana

Escritura de ち.

- El carácter ち se escribe con dos trazos:

1. Trazo horizontal, de izquierda a derecha, levemente ascendente.
2. Trazo vertical, que cruza al anterior, y luego se dibuja un arco.

Es muy parecido a さ (sa) reflejado, sólo que el trazo horizontal en ambos es ascendente hacia la derecha.
El carácter es similar a un 5.

## Escritura katakana

Escritura de チ.

- El carácter チ se escribe con tres trazos:

1. Trazo oblicuo descendente, derecha a izquierda.
2. Trazo horizontal de izquierda a derecha, dibujado bajo el primero, y un poco más largo.
3. Trazo vertical descendente, que cruza los dos anteriores por el centro, y luego se curva a la izquierda.